# Betty Stöve
Betty Stöve (ur. 24 czerwca 1945 w Rotterdamie) – holenderska tenisistka, zwyciężczyni dziesięciu turniejów wielkoszlemowych w grze podwójnej i mieszanej, finalistka Wimbledonu w grze pojedynczej, reprezentantka w Pucharze Federacji.

## Kariera tenisowa
Praworęczna tenisistka holenderska słynęła z atletycznego przygotowania. Ze względu na silny serwis, wolej i bekhend (czemu sprzyjał wzrost 185 cm) jej styl nazywano często „męskim”. Ofensywnie grająca Stöve chętnie kończyła akcje przy siatce, a najlepsze wyniki osiągała na szybkich nawierzchniach i w grze podwójnej.
Miała także znaczące osiągnięcia w singlu. Była mistrzynią Holandii, wygrała dwa turnieje w erze open (Gstaad i Tokio w 1970) oraz turniej w Bristolu w 1966. W 1977 dotarła do finału Wimbledonu, w którym zmierzyła się z rówieśniczką, Brytyjką Virginią Wade. Decydujący mecz z faworytką londyńskiej publiczności przegrała w trzech setach (6:4, 3:6, 1:6). W tym samym roku była też w półfinale US Open, co w sumie dało jej pozycję nr 5. w rankingu światowym WTA.
Wygrała sześć turniejów wielkoszlemowych w deblu. Trzy zwycięstwa odniosła w 1972 – we French Open i na Wimbledonie partnerowała jej Billie Jean King, na US Open Françoise Durr. W 1977 deblową rywalizację w US Open wygrała wspólnie z Martiną Navrátilovą, a w 1979 odniosła dwa zwycięstwa, oba w parze z Wendy Turnbull (French Open, US Open). Wszystkie cztery tytuły mikstowe zdobyła z reprezentantem RPA Frew McMillanem (Wimbledon 1978 i 1981, US Open 1977 i 1978). Ponadto w finałach Wimbledonu w deblu grała w 1973, 1975 (oba występy z Durr), 1976 (z King), 1977 (z Navrátilovą) i 1979 (z Turnbull). W ostatnich latach kariery jej partnerkami deblowymi były Pam Shriver i Hana Mandlíková. Jednocześnie pełniła funkcję trenerki Mandlíkovej.
W latach 1964–1983 broniła barw narodowych w Pucharze Federacji. Bilans jej występów wynosi 45 wygranych i 15 porażek. Stöve działała na rzecz równouprawnienia zawodowego tenisistek. Kierowała organizacją Women’s Tennis Association, a w 1979 została pierwszą kobietą wybraną do władz Międzynarodowej Federacji Tenisowej.

### Wygrane turnieje wielkoszlemowe

#### Gra podwójna
- 1972 French Open, Wimbledon (oba z Billie Jean King), US Open (z Françoise Durr)
- 1977 US Open (z Martiną Navrátilovą)
- 1979 French Open, US Open (oba z Wendy Turnbull)

#### Gra mieszana
(wszystkie tytuły z Frew McMillanem):
- 1977 US Open
- 1978 Wimbledon, US Open
- 1981 Wimbledon

## Historia występów wielkoszlemowych
Legenda
     W, wygrany turniej
     F, przegrana w finale
     SF, przegrana w półfinale
     QF, przegrana w ćwierćfinale
     xR, przegrana w x rundzie
      A, brak startu
     NH, turniej się nie odbył
Turniej Australian Open odbył się dwukrotnie w 1977 roku (styczeń i grudzień), za to nie został rozegrany w 1986.
     Początek Ery Open

### Występy w grze pojedynczej
| Australian Open        | A                           | A                           | A                           | 3R                          | A                           |                             | A                           | A                           | A                           | A                           | A                           | A                           | A  | A  | A  | A  | A  | A  | 3R | 2R  | 2R | A  | 0 / 4 (0 / 3)   | 5 – 4 (4 – 3)     |  |  |  |  |  |  |  |  |  |  |  |  |  |
| French Open            | A                           | 3R                          | A                           | 2R                          |                             | A                           | A                           | 1R                          | 3R                          | 3R                          | 3R                          | A                           | A  | A  | A  | A  | A  | 3R | 2R | 1R  | 2R | A  | 0 / 10 (0 / 8)  | 10 – 10 (8 – 8)   |  |  |  |  |  |  |  |  |  |  |  |  |  |
| Wimbledon              | 2R                          | 1R                          | 3R                          | 2R                          |                             | A                           | 2R                          | 2R                          | 2R                          | 4R                          | 1R                          | 1R                          | QF | 4R | F  | F  | 4R | 4R | 3R | 2R  | A  | A  | 0 / 17 (0 / 13) | 27 – 17 (24 – 13) |  |  |  |  |  |  |  |  |  |  |  |  |  |
| US Open                | 1R                          | A                           | A                           | A                           |                             | A                           | A                           | A                           | 1R                          | 3R                          | 2R                          | 2R                          | 2R | 1R | SF | SF | 4R | 2R | 1R | 1R  | 1R | A  | 0 / 13 (0 / 12) | 13 – 13 (13 – 12) |  |  |  |  |  |  |  |  |  |  |  |  |  |
|                        |                             |                             |                             |                             |                             |                             |                             |                             |                             |                             |                             |                             |    |    |    |    |    |    |    |     |    |    |                 |                   |  |  |  |  |  |  |  |  |  |  |  |  |  |
| Ranking na koniec roku | Ranking nie był publikowany | Ranking nie był publikowany | Ranking nie był publikowany | Ranking nie był publikowany | Ranking nie był publikowany | Ranking nie był publikowany | Ranking nie był publikowany | Ranking nie był publikowany | Ranking nie był publikowany | Ranking nie był publikowany | Ranking nie był publikowany | Ranking nie był publikowany | 22 | 7  | 7  | 7  | 8  | 22 | 28 | 123 | 47 | 46 | 0 / 44 (0 / 36) | 55 – 44 (49 – 36) |  |  |  |  |  |  |  |  |  |  |  |  |  |

### Występy w grze podwójnej
| Australian Open        | A                   | A                   | A                   | SF                  | A                   |                     | A                   | A                   | A                   | A                   | A                   | A                   | A                   | A                   | A | A | A  | A | QF | QF | 2R | 1R | A   | A  | 0 / 5 (0 / 4)   | 6 – 5 (4 – 4)       |  |  |  |  |  |  |  |  |  |  |  |
| French Open            | A                   | 3R                  | A                   | 2R                  |                     | A                   | A                   | QF                  | QF                  | W                   | F                   | A                   | A                   | A                   | A | A | A  | W | SF | 3R | 3R | 1R | A   | A  | 2 / 11 (2 / 9)  | 23 – 9 (22 – 7)     |  |  |  |  |  |  |  |  |  |  |  |
| Wimbledon              | A                   | QF                  | 2R                  | 3R                  |                     | A                   | 3R                  | 3R                  | 1R                  | W                   | F                   | QF                  | F                   | F                   | F | F | 3R | F | QF | A  | 2R | 2R | 1R  | A  | 1 / 18 (1 / 15) | 42 – 16 (38 – 13)   |  |  |  |  |  |  |  |  |  |  |  |
| US Open                | A                   | A                   | A                   | A                   |                     | A                   | A                   | A                   | QF                  | W                   | QF                  | F                   | SF                  | QF                  | W | W | 1R | W | F  | 3R | 3R | 1R | 1R  | 1R | 3 / 15 (3 / 15) | 37 – 12 (37 – 12)   |  |  |  |  |  |  |  |  |  |  |  |
|                        |                     |                     |                     |                     |                     |                     |                     |                     |                     |                     |                     |                     |                     |                     |   |   |    |   |    |    |    |    |     |    |                 |                     |  |  |  |  |  |  |  |  |  |  |  |
| Ranking na koniec roku | nie był publikowany | nie był publikowany | nie był publikowany | nie był publikowany | nie był publikowany | nie był publikowany | nie był publikowany | nie był publikowany | nie był publikowany | nie był publikowany | nie był publikowany | nie był publikowany | nie był publikowany | nie był publikowany | 1 | 1 | 4  | 2 |    | 23 |    |    | 185 | –  | 6 / 49 (6 / 43) | 108 – 42 (101 – 36) |  |  |  |  |  |  |  |  |  |  |  |

### Występy w grze mieszanej
| Australian Open | A | A  | A | 2R | A |   | A  | Turniej nie był rozgrywany | Turniej nie był rozgrywany | Turniej nie był rozgrywany | Turniej nie był rozgrywany | Turniej nie był rozgrywany | Turniej nie był rozgrywany | Turniej nie był rozgrywany | Turniej nie był rozgrywany | Turniej nie był rozgrywany | Turniej nie był rozgrywany | Turniej nie był rozgrywany | Turniej nie był rozgrywany | Turniej nie był rozgrywany | Turniej nie był rozgrywany | Turniej nie był rozgrywany | Turniej nie był rozgrywany | Turniej nie był rozgrywany | 0 / 1 (0 / 0)   | 0 – 1 (0 – 0)     |  |  |  |  |  |  |  |  |  |
| French Open     | A | 2R | A | 1R |   | A | A  | A                          | A                          | 2R                         | F                          | A                          | A                          | A                          | A                          | A                          | SF                         | A                          | F                          | A                          | 2R                         | A                          | A                          | 1R                         | 0 / 8 (0 / 7)   | 12 – 7 (11 – 6)   |  |  |  |  |  |  |  |  |  |
| Wimbledon       | A | 2R | A | 3R |   | A | QF | 4R                         | QF                         | QF                         | 3R                         | A                          | F                          | SF                         | F                          | W                          | F                          | SF                         | W                          | 3R                         | 1R                         | 1R                         | 1R                         | 1R                         | 2 / 19 (2 / 17) | 45 – 17 (44 – 15) |  |  |  |  |  |  |  |  |  |
| US Open         | A | A  | A | A  |   | A | A  | A                          | F                          | QF                         | 1R                         | 1R                         | 2R                         | F                          | W                          | W                          | F                          | F                          | 2R                         | 1R                         | A                          | 2R                         | A                          | A                          | 2 / 13 (2 / 13) | 31 – 10 (31 – 10) |  |  |  |  |  |  |  |  |  |
|                 |   |    |   |    |   |   |    |                            |                            |                            |                            |                            |                            |                            |                            |                            |                            |                            |                            |                            |                            |                            |                            |                            |                 |                   |  |  |  |  |  |  |  |  |  |
|                 |   |    |   |    |   |   |    |                            |                            |                            |                            |                            |                            |                            |                            |                            |                            |                            |                            |                            |                            |                            |                            |                            | 4 / 42 (4 / 37) | 88 – 35 (86 – 31) |  |  |  |  |  |  |  |  |  |

## Finały turniejów WTA
| Legenda                   | Legenda |
| ------------------------- | ------- |
| Wielki Szlem              |         |
| Igrzyska olimpijskie      |         |
| WTA Tour Championships    |         |
| WTA Doubles Championships |         |
| 1971 – 1987               |         |
| Virginia Slims Circuit    |         |
| Grand Prix Series         |         |
| Colgate Series            |         |

### Gra pojedyncza 18 (4–14)
| Końcowy wynik     | Nr  | Data                 | Turniej      | Nawierzchnia    | Przeciwniczka          | Wynik finału                      |
| ----------------- | --- | -------------------- | ------------ | --------------- | ---------------------- | --------------------------------- |
| Finalistka        | 1.  | 7 lutego 1971        | Christchurch | Trawiasta       | Evonne Goolagong       | 1:6, 4:6                          |
| Finalistka        | 2.  | 11 kwietnia 1971     | Monte Carlo  | Ceglana         | Gail Chanfreau         | 4:6, 6:4, 4:6                     |
| Nierozstrzygnięte | 3.  | 11 czerwca 1972      | Chichester   | Trawiasta       | Karen Krantzcke        | opady deszczu                     |
| Zwyciężczyni      | 1.  | 23 lipca 1972        | Hoylake      | Trawiasta       | Evonne Goolagong       | tytuł wspólny, mecz nie odbył się |
| Zwyciężczyni      | 2.  | 31 lipca 1972        | Hilversum    | Ceglana         | Marijke Jansen         | 7:5, 6:3                          |
| Zwyciężczyni      | 3.  | 22 lipca 1973        | Hilversum    | Ceglana         | Helga Niessen Masthoff | 7:5, 6:2                          |
| Finalistka        | 4.  | 5 sierpnia 1973      | Denver       | Dywanowa (hala) | Billie Jean King       | 4:6, 2:6                          |
| Finalistka        | 5.  | 19 września 1976     | Atlanta      | Dywanowa (hala) | Virginia Wade          | 7:5, 5:7, 5:7                     |
| Zwyciężczyni      | 4.  | 3 października 1976  | Tokio        | Dywanowa (hala) | Margaret Court         | 1:6, 6:4, 6:3                     |
| Finalistka        | 6.  | 5 grudnia 1976       | Sydney       | Trawiasta       | Martina Navrátilová    | 5:7, 2:6                          |
| Finalistka        | 7.  | 2 lipca 1977         | Wimbledon    | Trawiasta       | Virginia Wade          | 6:4, 3:6, 1:6                     |
| Finalistka        | 8.  | 23 października 1977 | São Paulo    | Twarda          | Billie Jean King       | 1:6, 4:6                          |
| Finalistka        | 9.  | 8 stycznia 1978      | Waszyngton   | Dywanowa (hala) | Martina Navrátilová    | 5:7, 4:6                          |
| Finalistka        | 10. | 12 lutego 1978       | Seattle      | Dywanowa (hala) | Martina Navrátilová    | 1:6, 6:1, 1:6                     |
| Finalistka        | 11. | 17 września 1978     | Tokio        | Dywanowa (hala) | Virginia Wade          | 4:6, 6:7(2)                       |
| Finalistka        | 12. | 22 października 1978 | Brighton     | Dywanowa (hala) | Virginia Ruzici        | 7:5, 2:6, 5:7                     |
| Finalistka        | 13. | 29 października 1978 | Filderstadt  | Dywanowa (hala) | Tracy Austin           | 3:6, 3:6                          |
| Finalistka        | 14. | 4 listopada 1979     | Sztokholm    | Dywanowa (hala) | Billie Jean King       | 3:6, 7:6, 5:7                     |

### Gra podwójna 148 (81–67)

#### Przed Erą Open 1 (0–1)
| Końcowy wynik | Nr | Data          | Turniej   | Nawierzchnia | Partnerka     | Przeciwniczki               | Wynik finału  |
| ------------- | -- | ------------- | --------- | ------------ | ------------- | --------------------------- | ------------- |
| Finalistka    | 1. | 24 lipca 1966 | Hilversum | Ceglana      | Gail Sherriff | Elly Krocke Annette Van Zyl | 3:6, 6:2, 1:6 |

#### W Erze Open 147 (81–66)
| Końcowy wynik | Nr  | Data                 | Turniej            | Nawierzchnia    | Partnerka               | Przeciwniczki                         | Wynik finału                                     |
| ------------- | --- | -------------------- | ------------------ | --------------- | ----------------------- | ------------------------------------- | ------------------------------------------------ |
| Finalistka    | 1.  | 1 czerwca 1969       | Surbiton           | Trawiasta       | Joyce Barclay           | Winnie Shaw Judy Tegart               | 4:6, 5:7                                         |
| Finalistka    | 2.  | 12 lipca 1970        | Düsseldorf         | Ceglana         | Helga Schultze-Hösl     | Helga Niessen Heide Orth              | 4:6, 6:4, 14:16                                  |
| Finalistka    | 3.  | 19 lipca 1970        | Gstaad             | Ceglana         | Helga Niessen Masthoff  | Rosie Casals Françoise Durr           | 2:6, 2:6                                         |
| Finalistka    | 4.  | 19 października 1970 | Edynburg           | Dywanowa (hala) | Sharon Walsh            | Françoise Durr Patti Hogan            | 8:10, 6:3, 9:11                                  |
| Finalistka    | 5.  | 26 października 1970 | Stalybridge        | Dywanowa (hala) | Françoise Durr          | Ann Haydon-Jones Virginia Wade        | 4:6, 3:6                                         |
| Finalistka    | 6.  | 1 listopada 1970     | Aberavon           | Dywanowa (hala) | Françoise Durr          | Ann Haydon-Jones Virginia Wade        | 4:6, 3:6                                         |
| Zwyciężczyni  | 1.  | 11 kwietnia 1971     | Monte Carlo        | Ceglana         | Katja Ebbinghaus        | Lucia Bassi Lea Pericoli              | 6:4, 6:3                                         |
| Zwyciężczyni  | 2.  | 2 maja 1971          | Buenos Aires       | Ceglana         | Olga Morozowa           | Beatriz Araújo Ines Roget             | 7:5, 6:1                                         |
| Zwyciężczyni  | 3.  | 11 lipca 1971        | Dublin             | Trawiasta       | Lesley Turner           | Margaret Court Evonne Goolagong       | 7:5, 6:1                                         |
| Zwyciężczyni  | 4.  | 1 sierpnia 1971      | Hilversum          | Ceglana         | Christina Sandberg      | Katja Ebbinghaus Trudy Waldhof        | 6:1, 6:2                                         |
| Finalistka    | 7.  | 8 sierpnia 1971      | Düsseldorf         | Ceglana         | Helga Schultze-Hösl     | Helga Niessen Masthoff Heide Orth     | 3:6, 4:6                                         |
| Finalistka    | 8.  | 19 września 1971     | Louisville         | Ceglana         | Kerry Melville          | Françoise Durr Judy Tegart Dalton     | 6:2, 4:6, 3:6                                    |
| Finalistka    | 9.  | 14 maja 1972         | Bournemouth        | Ceglana         | Brenda Kirk             | Evonne Goolagong Helen Gourlay        | 5:7, 1:6                                         |
| Zwyciężczyni  | 5.  | 3 czerwca 1972       | French Open        | Ceglana         | Billie Jean King        | Winnie Shaw Christine Truman Janes    | 6:1, 6:2                                         |
| Zwyciężczyni  | 6.  | 25 czerwca 1972      | Eastbourne         | Trawiasta       | Lesley Hunt             | Françoise Durr Judy Tegart Dalton     | 6:4, 6:8, 6:3                                    |
| Zwyciężczyni  | 7.  | 8 lipca 1972         | Wimbledon          | Trawiasta       | Billie Jean King        | Françoise Durr Judy Tegart Dalton     | 6:2, 4:6, 6:3                                    |
| Zwyciężczyni  | 8.  | 16 lipca 1972        | Newport            | Trawiasta       | Judy Tegart Dalton      | Kerry Harris Kerry Melville           | 7:5, 6:4                                         |
| Zwyciężczyni  | 9.  | 31 lipca 1972        | Hilversum          | Ceglana         | Michèle Gurdal          | Lany Kaligis Lita Sugiarto            | 6:4, 6:0                                         |
| Zwyciężczyni  | 10. | 7 września 1972      | US Open            | Ceglana         | Françoise Durr          | Margaret Court Virginia Wade          | 6:3, 1:6, 6:3                                    |
| Zwyciężczyni  | 11. | 17 września 1972     | Charlotte          | Ceglana         | Françoise Durr          | Margaret Court Lesley Hunt            | tytuł wspólny, mecz nie odbył się                |
| Finalistka    | 10. | 3 października 1972  | Phoenix            | Twarda          | Françoise Durr          | Rosie Casals Wendy Overton            | 4:6, 3:6                                         |
| Finalistka    | 11. | 30 października 1972 | Edynburg           | Dywanowa (hala) | Julie Heldman           | Margaret Court Virginia Wade          | 2:6, 3:6                                         |
| Finalistka    | 12. | 5 listopada 1972     | Aberavon           | Dywanowa (hala) | Julie Heldman           | Margaret Court Virginia Wade          | 0:6, 3:6                                         |
| Zwyciężczyni  | 12. | 11 lutego 1973       | Miami              | Ceglana         | Françoise Durr          | Rosie Casals Billie Jean King         | 4:6, 6:2, 6:3                                    |
| Finalistka    | 13. | 4 marca 1973         | Detroit            | Dywanowa (hala) | Karen Krantzcke         | Rosie Casals Billie Jean King         | 3:6, 6:3, 1:6                                    |
| Finalistka    | 14. | 11 marca 1973        | Chicago            | Dywanowa (hala) | Karen Krantzcke         | Rosie Casals Billie Jean King         | 4:6, 2:6                                         |
| Finalistka    | 15. | 18 marca 1973        | Richmond           | Ceglana (hala)  | Karen Krantzcke         | Margaret Court Lesley Hunt            | 2:6, 6:7(4)                                      |
| Finalistka    | 16. | 1 kwietnia 1973      | Tucson             | Twarda          | Karen Krantzcke         | Janet Newberry Pam Teeguarden         | 6:3, 6:7, 5:7                                    |
| Finalistka    | 17. | 8 kwietnia 1973      | Filadelfia         | Dywanowa (hala) | Françoise Durr          | Margaret Court Lesley Hunt            | 1:6, 6:3, 2:6                                    |
| Finalistka    | 18. | 15 kwietnia 1973     | Boston             | Dywanowa (hala) | Françoise Durr          | Rosie Casals Billie Jean King         | 4:6, 2:6                                         |
| Finalistka    | 19. | 22 kwietnia 1973     | Jacksonville       | Ceglana         | Françoise Durr          | Rosie Casals Billie Jean King         | 6:7, 7:5, 3:6                                    |
| Zwyciężczyni  | 13. | 6 maja 1973          | Hilton Head        | Ceglana         | Françoise Durr          | Rosie Casals Billie Jean King         | 3:6, 6:4, 6:3                                    |
| Finalistka    | 20. | 2 czerwca 1973       | French Open        | Ceglana         | Françoise Durr          | Margaret Court Virginia Wade          | 2:6, 3:6                                         |
| Finalistka    | 21. | 17 czerwca 1973      | Nottingham         | Trawiasta       | Chris Evert             | Rosie Casals Billie Jean King         | 2:6, 7:9                                         |
| Finalistka    | 22. | 24 czerwca 1973      | Londyn             | Trawiasta       | Françoise Durr          | Rosie Casals Billie Jean King         | 6:4, 3:6, 5:7                                    |
| Finalistka    | 23. | 8 lipca 1973         | Wimbledon          | Trawiasta       | Françoise Durr          | Rosie Casals Billie Jean King         | 1:6, 6:4, 5:7                                    |
| Zwyciężczyni  | 14. | 22 lipca 1973        | Hilversum          | Ceglana         | Helga Niessen Masthoff  | Brigitte Cuypers Trudy Waldhof        | 6:2, 7:6                                         |
| Zwyciężczyni  | 15. | 5 sierpnia 1973      | Denver             | Dywanowa (hala) | Françoise Durr          | Rosie Casals Billie Jean King         | 2:3 (mecz przerwany przez deszcz, tytuł wspólny) |
| Zwyciężczyni  | 16. | 12 sierpnia 1973     | Nashville          | Twarda          | Françoise Durr          | Karen Krantzcke Janet Newberry        | 6:4, 6:7, 6:1                                    |
| Zwyciężczyni  | 17. | 19 sierpnia 1973     | New Jersey         | Twarda (hala)   | Françoise Durr          | Julie Anthony Mona Schallau           | 6:4, 6:4                                         |
| Zwyciężczyni  | 18. | 26 sierpnia 1973     | Newport            | Trawiasta       | Françoise Durr          | Janet Newberry Pam Teeguarden         | 6:4, 6:3                                         |
| Finalistka    | 24. | 16 września 1973     | St. Louis          | Dywanowa (hala) | Pam Teeguarden          | Karen Krantzcke Mona Schallau         | 4:6, 6:7                                         |
| Finalistka    | 25. | 23 września 1973     | Houston            | Dywanowa (hala) | Françoise Durr          | Mona Schallau Pam Teeguarden          | 3:6, 7:5, 4:6                                    |
| Zwyciężczyni  | 19. | 30 września 1973     | Columbus           | Dywanowa (hala) | Françoise Durr          | Mona Schallau Pam Teeguarden          | 7:5, 7:5                                         |
| Finalistka    | 26. | 23 października 1973 | Boca Raton         | Ceglana         | Françoise Durr          | Rosie Casals Margaret Court           | 2:6, 4:6                                         |
| Finalistka    | 27. | 29 listopada 1973    | Baltimore          | Dywanowa (hala) | Françoise Durr          | Rosie Casals Billie Jean King         | 6:3, 4:6, 2:6                                    |
| Finalistka    | 28. | 20 stycznia 1974     | San Francisco      | Dywanowa (hala) | Françoise Durr          | Chris Evert Billie Jean King          | 4:6, 2:6                                         |
| Zwyciężczyni  | 20. | 3 lutego 1974        | Waszyngton         | Dywanowa (hala) | Billie Jean King        | Françoise Durr Kerry Harris           | 6:1, 6:7, 7:5                                    |
| Zwyciężczyni  | 21. | 10 lutego 1974       | Fort Lauderdale    | Ceglana         | Françoise Durr          | Patti Hogan Sharon Walsh              | 6:3, 6:2                                         |
| Finalistka    | 29. | 24 lutego 1974       | Detroit            | Dywanowa (hala) | Françoise Durr          | Rosie Casals Billie Jean King         | 6:2, 4:6, 5:7                                    |
| Finalistka    | 30. | 3 marca 1974         | Chicago            | Dywanowa (hala) | Françoise Durr          | Chris Evert Billie Jean King          | 6:3, 4:6, 4:6                                    |
| Zwyciężczyni  | 22. | 21 kwietnia 1974     | St. Petersburg     | Ceglana         | Olga Morozowa           | Chris Evert Evonne Goolagong          | 6:4, 6:2                                         |
| Finalistka    | 31. | 7 września 1974      | US Open            | Ceglana         | Françoise Durr          | Rosie Casals Billie Jean King         | 6:7, 7:6, 4:6                                    |
| Zwyciężczyni  | 23. | 22 września 1974     | Orlando            | Ceglana         | Françoise Durr          | Rosie Casals Billie Jean King         | 6:3, 6:7(2), 6:4                                 |
| Zwyciężczyni  | 24. | 29 września 1974     | Denver             | Dywanowa (hala) | Françoise Durr          | Mona Schallau Pam Teeguarden          | 6:2, 7:5                                         |
| Zwyciężczyni  | 25. | 13 października 1974 | Phoenix            | Twarda          | Françoise Durr          | Mona Schallau Pam Teeguarden          | 6:3, 5:7, 6:3                                    |
| Finalistka    | 32. | 20 października 1974 | Los Angeles        | Dywanowa (hala) | Françoise Durr          | Rosie Casals Billie Jean King         | 1:6, 7:6(2), 5:7                                 |
| Finalistka    | 33. | 19 stycznia 1975     | Sarasota           | Dywanowa (hala) | Virginia Wade           | Chris Evert Billie Jean King          | 4:6, 2:6                                         |
| Zwyciężczyni  | 26. | 2 lutego 1975        | Waszyngton         | Dywanowa (hala) | Françoise Durr          | Helen Gourlay Kerry Melville          | 6:3, 6:4                                         |
| Zwyciężczyni  | 27. | 9 lutego 1975        | Akron              | Dywanowa (hala) | Françoise Durr          | Chris Evert Martina Navrátilová       | 7:5, 7:6(4)                                      |
| Finalistka    | 34. | 23 lutego 1975       | Detroit            | Dywanowa (hala) | Françoise Durr          | Lesley Hunt Martina Navrátilová       | 6:2, 5:7, 2:6                                    |
| Zwyciężczyni  | 28. | 16 marca 1975        | Houston            | Dywanowa (hala) | Françoise Durr          | Evonne Goolagong Virginia Wade        | 2:6, 6:3, 7:6(2)                                 |
| Zwyciężczyni  | 29. | 23 marca 1975        | Dallas             | Dywanowa (hala) | Françoise Durr          | Julie Anthony Mona Schallau           | 7:6(4), 6:2                                      |
| Zwyciężczyni  | 30. | 30 marca 1975        | Filadelfia         | Dywanowa (hala) | Evonne Goolagong        | Rosie Casals Billie Jean King         | 4:6, 6:4, 7:6(3)                                 |
| Finalistka    | 35. | 5 lipca 1975         | Wimbledon          | Trawiasta       | Françoise Durr          | Ann Kiyomura Kazuko Sawamatsu         | 5:7, 6:1, 5:7                                    |
| Finalistka    | 36. | 21 września 1975     | Atlanta            | Dywanowa (hala) | Françoise Durr          | Chris Evert Martina Navrátilová       | 4:6, 7:5, 2:6                                    |
| Zwyciężczyni  | 31. | 28 września 1975     | Denver             | Dywanowa (hala) | Françoise Durr          | Rosie Casals Martina Navrátilová      | 3:6, 6:1, 7:6                                    |
| Zwyciężczyni  | 32. | 12 października 1975 | Phoenix            | Twarda          | Françoise Durr          | Rosie Casals Martina Navrátilová      | 6:7, 6:4, 6:0                                    |
| Zwyciężczyni  | 33. | 2 listopada 1975     | Sztokholm          | Dywanowa (hala) | Françoise Durr          | Evonne Goolagong Cawley Virginia Wade | 6:3, 6:4                                         |
| Zwyciężczyni  | 34. | 9 listopada 1975     | Paryż              | Dywanowa (hala) | Françoise Durr          | Evonne Goolagong Cawley Virginia Wade | 2:6, 6:0, 6:3                                    |
| Zwyciężczyni  | 35. | 16 listopada 1975    | Londyn             | Twarda (hala)   | Françoise Durr          | Evonne Goolagong Cawley Virginia Wade | 6:4, 7:6                                         |
| Finalistka    | 37. | 23 lutego 1976       | Detroit            | Dywanowa (hala) | Chris Evert             | Mona Guerrant Ann Kiyomura            | 3:6, 4:6                                         |
| Zwyciężczyni  | 36. | 28 lutego 1976       | Sarasota           | Dywanowa (hala) | Martina Navrátilová     | Mona Guerrant Ann Kiyomura            | 6:1, 6:0                                         |
| Zwyciężczyni  | 37. | 6 marca 1976         | San Francisco      | Dywanowa (hala) | Billie Jean King        | Rosie Casals Françoise Durr           | 6:4, 6:1                                         |
| Zwyciężczyni  | 38. | 3 kwietnia 1976      | Filadelfia         | Twarda          | Billie Jean King        | Rosie Casals Françoise Durr           | 7:6(4), 6:4                                      |
| Zwyciężczyni  | 39. | 26 kwietnia 1976     | Tokio, WTA Doubles | Dywanowa (hala) | Billie Jean King        | Mona Guerrant Ann Kiyomura            | 6:3, 6:2                                         |
| Finalistka    | 38. | 4 lipca 1976         | Wimbledon          | Trawiasta       | Billie Jean King        | Chris Evert Martina Navrátilová       | 1:6, 6:2, 5:7                                    |
| Finalistka    | 39. | 19 września 1976     | Atlanta            | Dywanowa (hala) | Virginia Wade           | Rosie Casals Françoise Durr           | 0:6, 4:6                                         |
| Zwyciężczyni  | 40. | 10 października 1976 | Phoenix            | Twarda          | Billie Jean King        | Linky Boshoff Ilana Kloss             | 6:2, 6:1                                         |
| Zwyciężczyni  | 41. | 7 listopada 1976     | Londyn             | Twarda (hala)   | Virginia Wade           | Rosie Casals Chris Evert              | 6:3, 2:6, 6:3                                    |
| Finalistka    | 40. | 23 listopada 1976    | Palm Springs       | Twarda          | Billie Jean King        | Chris Evert Martina Navrátilová       | 2:6, 4:6                                         |
| Zwyciężczyni  | 42. | 5 grudnia 1976       | Sydney             | Trawiasta       | Martina Navrátilová     | Françoise Durr Ann Kiyomura           | 6:3, 7:5                                         |
| Zwyciężczyni  | 43. | 12 grudnia 1976      | Melbourne          | Trawiasta       | Margaret Court          | Linky Boshoff Ilana Kloss             | 6:3, 6:0                                         |
| Zwyciężczyni  | 44. | 9 stycznia 1977      | Waszyngton         | Dywanowa (hala) | Martina Navrátilová     | Kristien Shaw Valerie Ziegenfuss      | 7:5, 6:2                                         |
| Zwyciężczyni  | 45. | 16 stycznia 1977     | Hollywood          | Dywanowa (hala) | Martina Navrátilová     | Rosie Casals Chris Evert              | 6:4, 3:6, 6:4                                    |
| Zwyciężczyni  | 46. | 23 stycznia 1977     | Houston            | Dywanowa (hala) | Martina Navrátilová     | Sue Barker Ann Kiyomura               | 4:6, 6:2, 6:1                                    |
| Finalistka    | 41. | 13 lutego 1977       | Chicago            | Dywanowa (hala) | Margaret Court          | Rosie Casals Chris Evert              | 3:6, 4:6                                         |
| Finalistka    | 42. | 20 lutego 1977       | Los Angeles        | Dywanowa (hala) | Martina Navrátilová     | Rosie Casals Chris Evert              | 2:6, 4:6                                         |
| Zwyciężczyni  | 47. | 27 lutego 1977       | Detroit            | Dywanowa (hala) | Martina Navrátilová     | Janet Newberry JoAnne Russell         | 6:3, 6:4                                         |
| Zwyciężczyni  | 48. | 13 marca 1977        | Dallas             | Dywanowa (hala) | Martina Navrátilová     | Kerry Reid Greer Stevens              | 6:2, 6:4                                         |
| Finalistka    | 43. | 20 marca 1977        | Filadelfia         | Dywanowa (hala) | Martina Navrátilová     | Françoise Durr Virginia Wade          | 6:3, 6:4                                         |
| Zwyciężczyni  | 49. | 8 kwietnia 1977      | Tokio, WTA Doubles | Dywanowa (hala) | Martina Navrátilová     | Françoise Durr Virginia Wade          | 7:5, 6:3                                         |
| Finalistka    | 44. | 2 lipca 1977         | Wimbledon          | Trawiasta       | Martina Navrátilová     | Helen Gourlay Cawley JoAnne Russell   | 3:6, 3:6                                         |
| Zwyciężczyni  | 50. | 28 sierpnia 1977     | Charlotte          | Ceglana         | Martina Navrátilová     | Regina Maršíková Pam Teeguarden       | 6:3, 6:4                                         |
| Zwyciężczyni  | 51. | 10 września 1977     | US Open            | Twarda          | Martina Navrátilová     | Renee Richards Betty-Ann Stuart       | 6:1, 7:6(4)                                      |
| Zwyciężczyni  | 52. | 9 października 1977  | Atlanta            | Dywanowa (hala) | Martina Navrátilová     | Brigitte Cuypers Marise Kruger        | 6:4, 6:2                                         |
| Finalistka    | 45. | 23 października 1977 | São Paulo          | Twarda          | Martina Navrátilová     | Kerry Reid Wendy Turnbull             | 3:6, 7:5, 2:6                                    |
| Zwyciężczyni  | 53. | 20 listopada 1977    | Sydney             | Trawiasta       | Evonne Goolagong Cawley | Kerry Reid Greer Stevens              | opady deszczu, tytuł wspólny                     |
| Zwyciężczyni  | 54. | 27 listopada 1977    | Melbourne          | Trawiasta       | Evonne Goolagong Cawley | Patricia Bostrom Kym Ruddell          | 6:3, 6:0                                         |
| Finalistka    | 46. | 11 grudnia 1977      | Londyn             | Twarda (hala)   | Virginia Wade           | Billie Jean King Renáta Tomanová      | 2:6, 3:6                                         |
| Finalistka    | 47. | 8 stycznia 1978      | Waszyngton         | Dywanowa (hala) | Wendy Turnbull          | Billie Jean King Martina Navrátilová  | 3:6, 5:7                                         |
| Zwyciężczyni  | 55. | 29 stycznia 1978     | Los Angeles        | Dywanowa (hala) | Virginia Wade           | Pam Teeguarden Greer Stevens          | 6:3, 6:2                                         |
| Zwyciężczyni  | 56. | 5 lutego 1978        | Chicago            | Dywanowa (hala) | Evonne Goolagong Cawley | Rosie Casals JoAnne Russell           | 6:1, 6:4                                         |
| Finalistka    | 48. | 12 marca 1978        | Dallas             | Dywanowa (hala) | Evonne Goolagong Cawley | Martina Navrátilová Anne Smith        | 3:6, 6:7(2)                                      |
| Finalistka    | 49. | 19 marca 1978        | Boston             | Dywanowa (hala) | Evonne Goolagong Cawley | Billie Jean King Martina Navrátilová  | 3:6, 2:6                                         |
| Zwyciężczyni  | 57. | 25 czerwca 1978      | Eastbourne         | Trawiasta       | Chris Evert             | Billie Jean King Martina Navrátilová  | 6:4, 6:7, 7:5                                    |
| Zwyciężczyni  | 58. | 8 października 1978  | Phoenix            | Twarda          | Tracy Austin            | Martina Navrátilová Anne Smith        | 6:4, 6:7, 6:2                                    |
| Zwyciężczyni  | 59. | 22 października 1978 | Brighton           | Dywanowa (hala) | Virginia Wade           | Ilana Kloss JoAnne Russell            | 6:0, 7:6                                         |
| Zwyciężczyni  | 60. | 29 października 1978 | Filderstadt        | Dywanowa (hala) | Tracy Austin            | Mima Jaušovec Virginia Ruzici         | 6:3, 6:2                                         |
| Zwyciężczyni  | 61. | 26 listopada 1978    | Tokio              | Twarda (hala)   | Martina Navrátilová     | Tracy Austin Kathy May                | 4:6, 7:6, 6:3                                    |
| Finalistka    | 50. | 14 stycznia 1979     | Oakland            | Dywanowa (hala) | Tracy Austin            | Rosie Casals Chris Evert              | 6:3, 4:6, 3:6                                    |
| Finalistka    | 51. | 21 stycznia 1979     | Houston            | Dywanowa (hala) | Pam Shriver             | Martina Navrátilová Janet Newberry    | 6:4, 4:6, 2:6                                    |
| Zwyciężczyni  | 62. | 28 stycznia 1979     | Hollywood          | Twarda          | Tracy Austin            | Rosie Casals Wendy Turnbull           | 6:2, 2:6, 6:2                                    |
| Zwyciężczyni  | 63. | 11 lutego 1979       | Seattle            | Dywanowa (hala) | Françoise Durr          | Sue Barker Ann Kiyomura               | 7:6(4), 4:6, 6:4                                 |
| Zwyciężczyni  | 64. | 25 lutego 1979       | Detroit            | Dywanowa (hala) | Wendy Turnbull          | Sue Barker Ann Kiyomura               | 6:4, 7:6(5)                                      |
| Zwyciężczyni  | 65. | 11 marca 1979        | Filadelfia         | Dywanowa (hala) | Françoise Durr          | Renée Richards Virginia Wade          | 6:4, 6:2                                         |
| Zwyciężczyni  | 66. | 25 marca 1979        | Nowy Jork          | Dywanowa (hala) | Françoise Durr          | Sue Barker Ann Kiyomura               | 7:6(1), 7:6(3)                                   |
| Zwyciężczyni  | 67. | 8 kwietnia 1979      | Tokio, WTA Doubles | Dywanowa (hala) | Françoise Durr          | Sue Barker Ann Kiyomura               | 7:5, 7:6(7)                                      |
| Finalistka    | 52. | 15 kwietnia 1979     | Hilton Head        | Ceglana         | Françoise Durr          | Rosie Casals Martina Navrátilová      | 4:6, 5:7                                         |
| Zwyciężczyni  | 68. | 13 maja 1979         | Rzym               | Ceglana         | Wendy Turnbull          | Evonne Goolagong Cawley Kerry Reid    | 6:3, 6:4                                         |
| Zwyciężczyni  | 69. | 10 czerwca 1979      | French Open        | Ceglana         | Wendy Turnbull          | Françoise Durr Virginia Wade          | 3:6, 7:5, 6:4                                    |
| Zwyciężczyni  | 70. | 24 czerwca 1979      | Eastbourne         | Trawiasta       | Wendy Turnbull          | Ilana Kloss Betty-Ann Stuart          | 6:2, 6:2                                         |
| Finalistka    | 53. | 7 lipca 1979         | Wimbledon          | Trawiasta       | Wendy Turnbull          | Billie Jean King Martina Navrátilová  | 7:5, 3:6, 2:6                                    |
| Zwyciężczyni  | 71. | 19 sierpnia 1979     | Richmond           | Dywanowa (hala) | Wendy Turnbull          | Billie Jean King Martina Navrátilová  | 6:1, 6:4                                         |
| Zwyciężczyni  | 72. | 26 sierpnia 1979     | Mahwah             | Dywanowa (hala) | Tracy Austin            | Mima Jaušovec Regina Maršíková        | 7:6(4), 2:6, 6:4                                 |
| Zwyciężczyni  | 73. | 8 września 1979      | US Open            | Twarda          | Wendy Turnbull          | Billie Jean King Martina Navrátilová  | 7:5, 6:3                                         |
| Zwyciężczyni  | 74. | 30 września 1979     | Atlanta            | Dywanowa (hala) | Wendy Turnbull          | Ann Kiyomura Anne Smith               | 6:2, 6:4                                         |
| Finalistka    | 54. | 7 października 1979  | Minneapolis        | Dywanowa (hala) | Wendy Turnbull          | Billie Jean King Martina Navrátilová  | 4:6, 6:7(7)                                      |
| Zwyciężczyni  | 75. | 14 października 1979 | Phoenix            | Twarda          | Wendy Turnbull          | Rosie Casals Chris Evert-Lloyd        | 6:4, 7:6(4)                                      |
| Zwyciężczyni  | 76. | 4 listopada 1979     | Sztokholm          | Dywanowa (hala) | Wendy Turnbull          | Billie Jean King Ilana Kloss          | 7:5, 7:6                                         |
| Finalistka    | 55. | 11 listopada 1979    | Filderstadt        | Dywanowa (hala) | Wendy Turnbull          | Billie Jean King Martina Navrátilová  | 3:6, 3:6                                         |
| Finalistka    | 56. | 2 marca 1980         | Houston            | Dywanowa (hala) | Wendy Turnbull          | Billie Jean King Ilana Kloss          | 6:3, 1:6, 4:6                                    |
| Zwyciężczyni  | 77. | 15 czerwca 1980      | Chichester         | Trawiasta       | Pam Shriver             | Rosie Casals Wendy Turnbull           | 6:4, 7:5                                         |
| Finalistka    | 57. | 22 czerwca 1980      | Eastbourne         | Trawiasta       | Pam Shriver             | Kathy Jordan Anne Smith               | 4:6, 1:6                                         |
| Finalistka    | 58. | 23 sierpnia 1980     | Mahwah             | Twarda          | Pam Shriver             | Martina Navrátilová Candy Reynolds    | 6:4, 3:6, 1:6                                    |
| Finalistka    | 59. | 6 września 1980      | US Open            | Twarda          | Pam Shriver             | Billie Jean King Martina Navrátilová  | 6:7(2), 5:7                                      |
| Finalistka    | 60. | 20 września 1980     | Las Vegas          | Twarda          | Martina Navrátilová     | Kathy Jordan Anne Smith               | 6:2, 4:6, 3:6                                    |
| Finalistka    | 61. | 26 października 1980 | Brighton           | Dywanowa (hala) | Martina Navrátilová     | Kathy Jordan Anne Smith               | 3:6, 5:7                                         |
| Finalistka    | 62. | 2 listopada 1980     | Sztokholm          | Dywanowa (hala) | Hana Mandlíková         | Mima Jaušovec Virginia Ruzici         | 2:6, 1:6                                         |
| Zwyciężczyni  | 78. | 9 listopada 1980     | Filderstadt        | Dywanowa (hala) | Hana Mandlíková         | Kathy Jordan Anne Smith               | 6:4, 7:5                                         |
| Zwyciężczyni  | 79. | 16 listopada 1980    | Amsterdam          | Dywanowa (hala) | Hana Mandlíková         | Mima Jaušovec JoAnne Russell          | 7:6, 7:6                                         |
| Zwyciężczyni  | 80. | 7 grudnia 1980       | Sydney             | Trawiasta       | Pam Shriver             | Rosie Casals Wendy Turnbull           | 6:1, 4:6, 6:4                                    |
| Zwyciężczyni  | 81. | 14 grudnia 1980      | Adelaide           | Trawiasta       | Pam Shriver             | Sue Barker Sharon Walsh               | 6:4, 6:3                                         |
| Finalistka    | 63. | 8 lutego 1981        | Detroit            | Dywanowa (hala) | Hana Mandlíková         | Rosie Casals Wendy Turnbull           | 4:6, 2:6                                         |
| Finalistka    | 64. | 30 sierpnia 1981     | Mahwah             | Twarda          | Candy Reynolds          | Rosie Casals Wendy Turnbull           | 2:6, 1:6                                         |
| Finalistka    | 65. | 4 kwietnia 1982      | Palm Beach Gardens | Ceglana         | Evonne Goolagong Cawley | Rosie Casals Wendy Turnbull           | 1:6, 6:7                                         |
| Finalistka    | 66. | 6 marca 1983         | Palm Springs       | Twarda          | Dianne Fromholtz        | Kathy Jordan Ann Kiyomura             | 2:6, 4:6                                         |

### Gra mieszana 18 (8–10)

#### Przed Erą Open 2 (1–1)
| Końcowy wynik | Nr | Data           | Turniej    | Nawierzchnia | Partner              | Przeciwnicy                   | Wynik finału                      |
| ------------- | -- | -------------- | ---------- | ------------ | -------------------- | ----------------------------- | --------------------------------- |
| Finalistka    | 1. | 28 marca 1965  | Caracas    | Twarda       | Nicky Kalogeropoulos | Margaret Smith Dennis Ralston | 4:6, 4:6                          |
| Zwyciężczyni  | 1. | 5 czerwca 1966 | Manchester | Trawiasta    | Colin Zeeman         | Kerry Melville Allan Stone    | tytuł wspólny, mecz nie odbył się |

#### W Erze Open 16 (7–9)
| Końcowy wynik | Nr | Data              | Turniej     | Nawierzchnia    | Partner             | Przeciwnicy                          | Wynik finału     |
| ------------- | -- | ----------------- | ----------- | --------------- | ------------------- | ------------------------------------ | ---------------- |
| Zwyciężczyni  | 1. | 1 sierpnia 1971   | Hilversum   | Ceglana         | Jean-Claude Barclay | Christina Sandberg Patrice Dominguez | 8:6, 6:3         |
| Finalistka    | 1. | 11 września 1971  | US Open     | Trawiasta       | Bob Maud            | Billie Jean King Owen Davidson       | 3:6, 5:7         |
| Zwyciężczyni  | 2. | 14 listopada 1971 | Torquay     | Dywanowa (hala) | Jaime Fillol        | Winnie Shaw Keith Wooldridge         | 6:1, 4:6, 6:2    |
| Zwyciężczyni  | 3. | 31 lipca 1972     | Hilversum   | Ceglana         | Robert Howe         | Wendy Turnbull Colin Dibley          | 2:6, 9:7, 6:3    |
| Finalistka    | 2. | 3 czerwca 1973    | French Open | Ceglana         | Patrice Dominguez   | Françoise Durr Jean-Claude Barclay   | 1:6, 4:6         |
| Finalistka    | 3. | 6 lipca 1975      | Wimbledon   | Trawiasta       | Alan Stone          | Margaret Court Marty Riessen         | 4:6, 5:7         |
| Finalistka    | 4. | 12 września 1976  | US Open     | Ceglana         | Frew McMillan       | Billie Jean King Phil Dent           | 6:3, 2:6, 5:7    |
| Finalistka    | 5. | 3 lipca 1977      | Wimbledon   | Trawiasta       | Frew McMillan       | Greer Stevens Bob Hewitt             | 6:3, 5:7, 4:6    |
| Zwyciężczyni  | 4. | 11 września 1977  | US Open     | Twarda          | Frew McMillan       | Billie Jean King Vitas Gerulaitis    | 6:2, 3:6, 6:3    |
| Zwyciężczyni  | 5. | 6 lipca 1978      | Wimbledon   | Trawiasta       | Frew McMillan       | Billie Jean King Ray Ruffels         | 6:2, 6:2         |
| Zwyciężczyni  | 6. | 10 września 1978  | US Open     | Twarda          | Frew McMillan       | Billie Jean King Ray Ruffels         | 6:3, 7:6         |
| Finalistka    | 6. | 7 lipca 1979      | Wimbledon   | Trawiasta       | Frew McMillan       | Greer Stevens Bob Hewitt             | 5:7, 6:7(7)      |
| Finalistka    | 7. | 9 września 1979   | US Open     | Twarda          | Frew McMillan       | Greer Stevens Bob Hewitt             | 3:6, 5:7         |
| Finalistka    | 8. | 6 września 1980   | US Open     | Twarda          | Frew McMillan       | Wendy Turnbull Marty Riessen         | 5:7, 2:6         |
| Finalistka    | 9. | 7 czerwca 1981    | French Open | Ceglana         | Frederick McNair    | Andrea Jaeger Jimmy Arias            | 6:7, 4:6         |
| Zwyciężczyni  | 7. | 4 lipca 1981      | Wimbledon   | Trawiasta       | Frew McMillan       | Tracy Austin John Austin             | 4:6, 7:6(2), 6:3 |

## Występy w Turnieju Mistrzyń

### W grze pojedynczej
| Rok         | Rezultat          | Rywalka                                       | Wynik                      |
| 1972        | Ćwierćfinał       | Françoise Durr                                | 6:3, 6:7, 1:6              |
| 1973        | I runda           | Janet Newberry                                | 6:3, 4:6, 3:6              |
| 1974        | I runda           | Billie Jean King                              | 4:6, 2:6                   |
| 1976        | Faza eliminacyjna | Virginia Wade                                 | 2:6, 4:6                   |
| 1977        | Faza grupowa      | Martina Navrátilová Sue Barker Kristien Shaw  | 0:6, 4:6 0:6, 1:6 6:3, 6:4 |
| 1977 Toyota | Faza grupowa      | Kerry Reid Wendy Turnbull Billie Jean King    | 2:6, 3:6 6:7, 2:6 2:6, 3:6 |
| 1978        | Faza grupowa      | Martina Navrátilová Kerry Reid Wendy Turnbull | 2:6, 3:6 7:6, 7:6 4:6, 3:6 |
| 1978 Toyota | Ćwierćfinał       | Virginia Ruzici                               | 2:6, 2:6                   |

### W grze podwójnej
| Rok         | Rezultat   | Partnerka           | Przeciwniczki                  | Wynik            |
| 1973        | Finał      | Françoise Durr      | Rosie Casals Margaret Court    | 2:6, 4:6         |
| 1974        | Finał      | Françoise Durr      | Rosie Casals Billie Jean King  | 2:6, 7:6(2), 5:7 |
| 1977 Toyota | Półfinał   | Martina Navrátilová | Helen Cawley Joanne Russell    | 5:7, 6:7         |
| 1979        | Zwycięstwo | Françoise Durr      | Sue Barker Ann Kiyomura        | 7:6(1), 7:6(3)   |
| 1979 Toyota | Półfinał   | Wendy Turnbull      | Rosie Casals Chris Evert-Lloyd | 2:6, 2:6         |
| 1980 Toyota | Półfinał   | Pam Shriver         | Rosie Casals Wendy Turnbull    | 4:6, 4:6         |

## Występy w turnieju WTA Doubles Championships
| Rok  | Rezultat   | Partnerka               | Przeciwniczki                        | Wynik         |
| 1975 | Półfinał   | Françoise Durr          | Margaret Court Virginia Wade         | 2:6, 6:4, 5:7 |
| 1976 | Zwycięstwo | Billie Jean King        | Mona Guerrant Ann Kiyomura           | 6:3, 6:2      |
| 1977 | Zwycięstwo | Martina Navrátilová     | Françoise Durr Virginia Wade         | 7:5, 6:3      |
| 1978 | Półfinał   | Evonne Goolagong Cawley | Billie Jean King Martina Navrátilová | 6:4, 3:6, 4:6 |
| 1979 | Zwycięstwo | Françoise Durr          | Sue Barker Ann Kiyomura              | 7:5, 7:6(7)   |
| 1980 | Półfinał   | Wendy Turnbull          | Billie Jean King Martina Navrátilová | 6:7, 2:6      |